# Васильев, Михаил Петрович (капитан 2-го ранга)
Михаи́л Петро́вич Васи́льев (17 октября 1857, Петрокове, (Царство Польское) — 31 марта 1904, Порт-Артур) — российский военный моряк, капитан 2-го ранга. Первый капитан первого в мире ледокола океанского класса «Ермак», ученик и соратник вице-адмирала Степана Осиповича Макарова.

## Биография
Родился в г. Петрокове (Царство Польское) в семье отставного полковника. В 1873 г., после окончания гимназии, поступил на службу вольноопределяющимся в Крепостное инженерное управление Варшавской крепости. Через год, 11.09.1874 г. по просьбе отца, в виде исключения был зачислен в Морское училище (в соответствии с положением, статус отца не позволял его сыну учиться в привилегированном корпусе) с предупреждением немедленного отчислении при возникновении обстоятельств.
16.04.1878 г., как успешно сдавший экзамены, был выпущен гардемарином с зачислением в 4-й флотский экипаж Балтийского флота, где ещё до производства в офицеры исполнял обязанности командира 5-й роты монитора «Стрелец» (примечательно, что полусгнивший корпус этого боевого корабля и сегодня можно увидеть у стен Морского завода в Кронштадте).
К осени 1878 г. в Кронштадт из Петербурга был переведён только недавно вступивший в строй фрегат «Минин». Почти сразу в состав экипажа фрегата был зачислен и гардемарин Васильев. Служба на «Минине» началась с плавания по Финскому заливу, в ходе которого проводились ходовые испытания корабля. «Минин» показал себя очень хорошо, и той же осенью Васильеву посчастливилось отправиться на нём в своё первое заграничное плавание. По пути в Средиземное море, полностью проявились отличные мореходные качества фрегата, который вскоре справедливо был признан одним из сильнейших кораблей своего класса в мире.
С возвращением из плавания, 8 октября 1879 года, Васильев узнал о присвоении ему первого офицерского звания — мичмана. Последующие 2,5 года, на различных кораблях он находился во внутренних плаваниях по Балтийскому морю, пока 1 февраля 1882 года не был переведён в Сибирский флотский экипаж. На Дальний Восток России Васильев отправился по суше. Сибирская военная флотилия в те годы ещё не располагала необходимым числом боевых кораблей, поэтому первые годы Васильев служил в экипаже, иногда плавая на различных кораблях флотилии. Только 12 февраля 1985 года, уже лейтенантом (звание присвоено 1.01.1884 г.), он получил должность ревизора на клипере «Абрек». На нём, под командованием капитана 2-го ранга В. М. Лаврова, Васильев впервые участвовал в гидрографических и лоцмейстерских экспедициях в Охотском и Японском морях.
В 1886 году из состава Сибирской военной флотилии «Абрек» вместе с судном «Клипер», винтовыми лодками «Горностай» и «Нерпа» был выделен для осуществления морского надзора и охраны рыбных и морских промыслов Приамурского края. В тот год на «Абреке», до самого своего отъезда в Петербург, держал флаг контр-адмирала Д. В. Фельдгаузен. Более года, неся службу по охране побережья Дальнего Востока, «Абрек» крейсировал в Японском, Охотском и Беринговом морях, у Шантарских островов и острова Сахалин.
В 1887 г. Васильев был переведен на пароход Добровольного флота «Москва», на котором с командой уволенных в запас нижних чинов совершил плавание из Владивостока в Одессу. Вскоре, после прибытия на Чёрное море 9.01.1888 г. он получил назначение на Балтийский флот с зачислением в 1-й флотский Его Императорского Величества генерал-адмирала экипаж. В том же году на клипере «Пластун» плавал в составе Практической эскадры Балтийского моря. По окончании кампании Васильев был зачислен в Минный офицерский класс, где свёл близкое знакомство с преподававшим там А. С. Поповым. Через 1,5 мес. после окончания 15.09.1889 г. Минного офицерского класса и получения звания минного офицера 2 разряда, Васильев получил назначение минным офицером на корвет «Витязь», который только в мае вернулся после 3-х летнего кругосветного плавания под командованием капитана 1-го ранга С. О. Макарова.

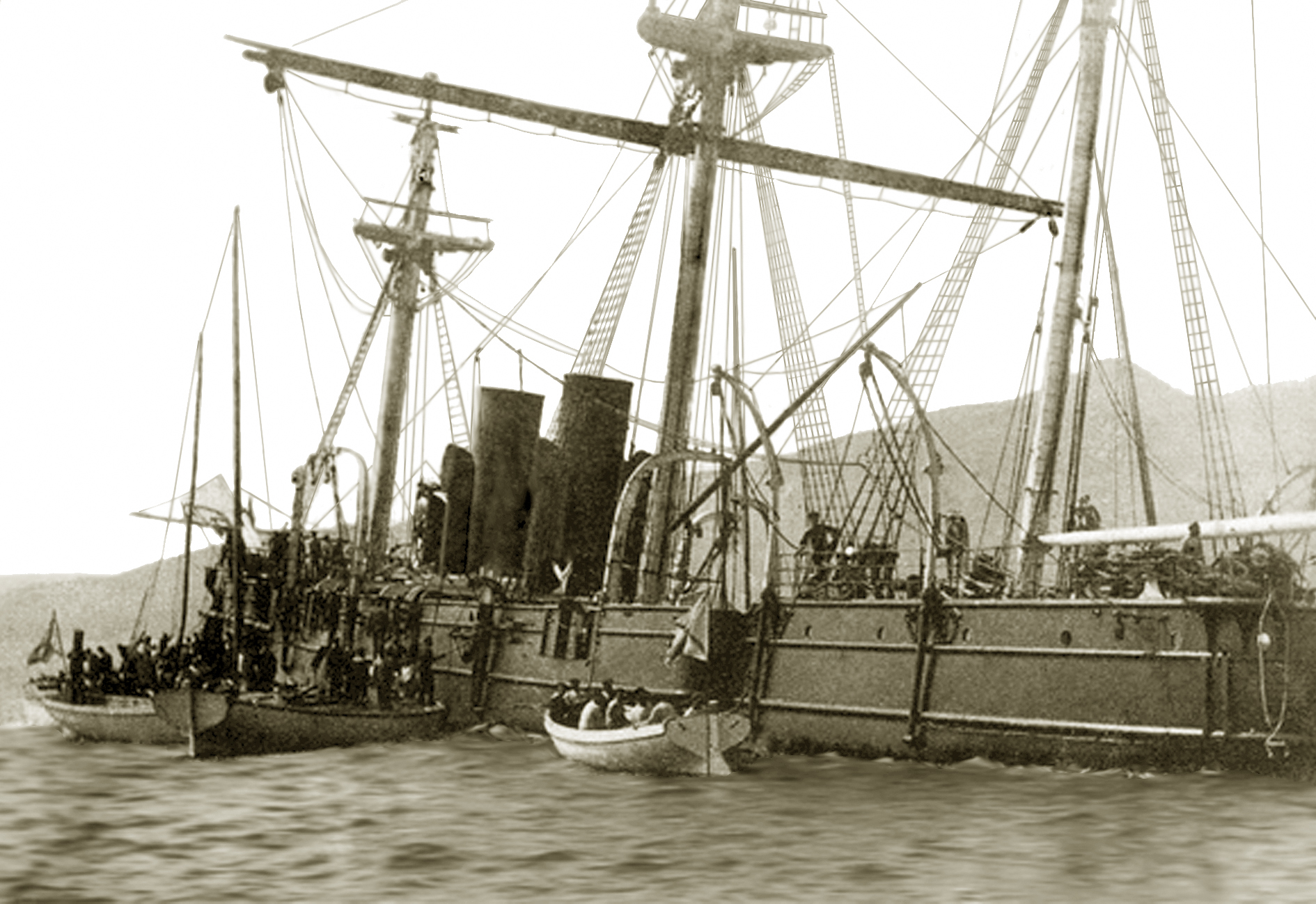
Корвет «Витязь» на камнях в районе порта Лазарева. 1893 г.

Осенью 1891 г. на «Витязе», уже с новым командиром — капитаном 1-го ранга С. А. Зариным, Васильев вновь отправился в долгое заграничное плавание на Дальний Восток. У Зарина были намерения приумножить славу корвета. До весны 1893 г. его экипаж успешно занималась гидрологическими и картографическими исследованиями в Охотском и преимущественно в Японском морях. За год работы офицерам корвета (недавно переквалифицированного в крейсер) удалось сделать очень многое. Были подробно описаны бухты, заливы, мысы, банки, промерены глубины, нанесены фарватеры. На карте морей появилось множество новых названий. Завершить экспедицию не удалось; в мае 1893 г. корабль погиб. Это произошло в узком проливе у корейских берегов рядом с портом Лазарева. В течение почти месяца руководил спасательными работами вновь назначенный старшим офицером «Витязя» лейтенант Васильев. Спасти корабль так и не удалось.
Через год после неудачи с «Витязем» Васильев выехал по суше с Дальнего Востока на Средиземное море, где в Пирее принял под своё командование аварийный миноносец «Котка». Только недавно вступивший в состав флота, в августе 1894 г. миноносец следовал из Балтийского моря во Владивосток, но из-за выхода из строя котлов, вынужден был остаться в Греции. Обездвиженный корабль вошел в состав Средиземноморской эскадры контр-адмирала С. О. Макарова, который, не сильно веря в успех, поручил Васильеву подготовить «Котку» к самостоятельному походу. В апреле 1895 г. Васильеву всё же удалось своим ходом перевести миноносец в Севастополь и поставить его там на ремонт. Как он это сделал, уже не установить. Возможно, винтовое судно на время превратилось в парусник. Завершив всю операцию, Васильев сдал «Котку» новому командиру, а сам выехал в Петербург.
В составе Балтийского флота Васильев коротко командовал миноносцем «Сокол», однако, вскоре был назначен старшим минным офицером на строящийся броненосец «Сисой Великий». Поскольку, вступление в строй броненосца непрерывно откладывалось, вернувшийся с Дальнего Востока контр-адмирал С. О. Макаров, заняв в январе 1896 г. должность командующего Практической эскадрой Балтийского моря, привлек Васильева в свой штаб. Возможно, Макаров не забыл, как Васильев выручил миноносец «Котка».
С этого момента и до конца жизни Васильев стал ближайшим учеником и помощником С. О. Макарова. Надо отметить, что очень многие офицеры флота не без основания считали себя учениками Макарова, но сам Степан Осипович накануне Русско-японской войны называл лишь двоих капитанов 2-го ранга — Михаила Петровича Васильева и Константина Федоровича Шульца.
Именно в 1896 г. на флагмане Практической эскадры броненосце «Пётр Великий» С. О. Макаров с двумя своими помощниками обосновал и детально разработал план покорения Арктики судами совершенно нового типа — тяжелыми океанскими ледоколами. Более того, втроем они, по существу разработали проект такого ледокола водоизмещением более 6000 т.

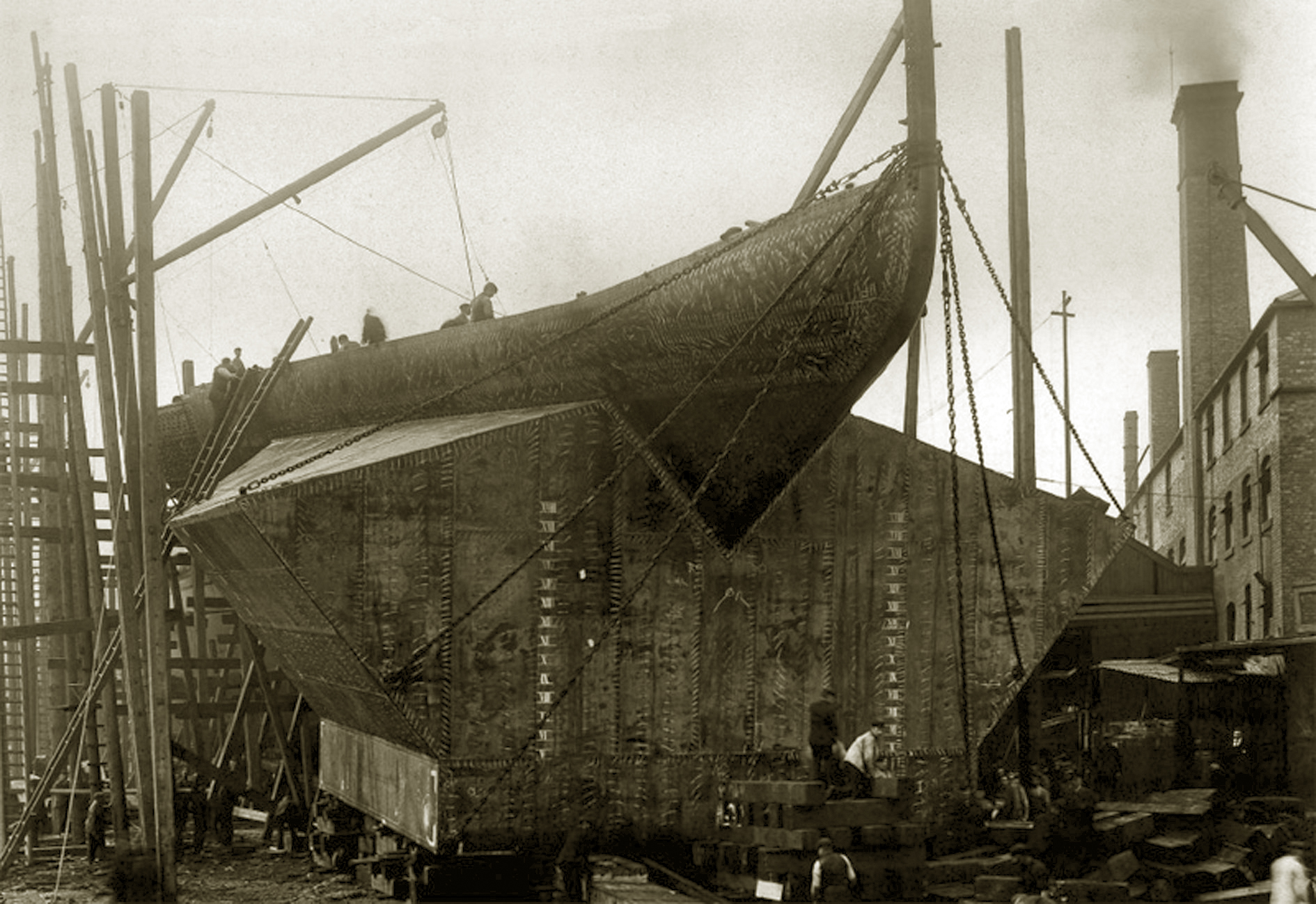
Закладка ледокола «Ермак» на верфи в Ньюкасле (Великобритания) 1897 г.

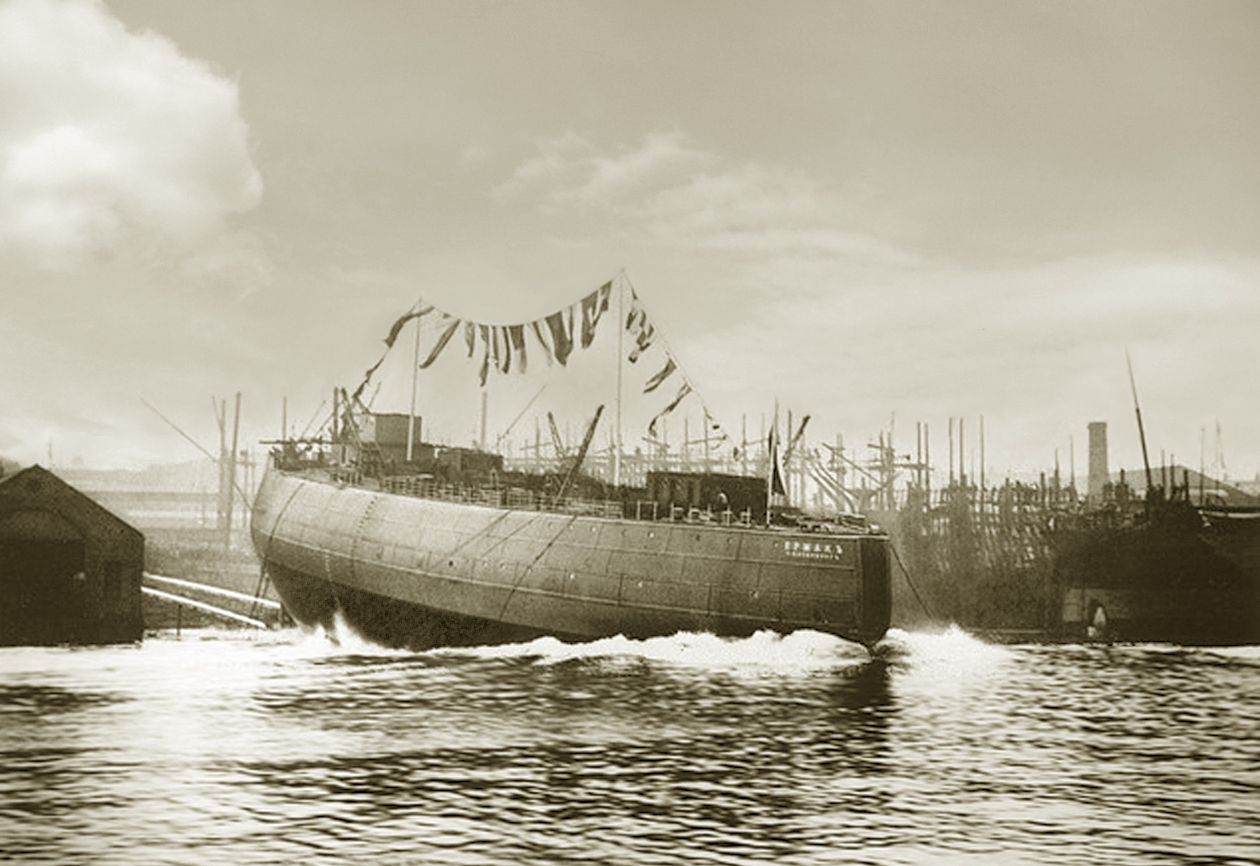
Спуск ледокола «Ермак» 17 октября 1898 г. Снимок К. Шульца.

Для проверки своих идей летом 1897 г. Макаров с Шульцем на пароходе «Иоанн Кронштадтский» предприняли рекогносцировочное плавание из Норвегии в Карское море до Енисея. Васильев не смог принять участие в этой экспедиции. Как раз весной он был назначен старшим офицером броненосца «Император Николай I», который в составе Средиземноморской эскадры адмирала П. П. Андреева до конца года участвовал в миротворческой операции на острове Крит.
Итогами плавания Макарова и Шульца в том же 1897 г. стало Высочайшее согласие на строительство в Великобритании фирмой «Армстронг и Витворт» первого в мире ледокола океанского класса проекта Макарова, который нарекли «Ермаком». Именно Васильев, назначенный первым командиром «Ермака», по настойчивому требованию Макарова был направлен Морским ведомством в Ньюкасл наблюдать за созданием ледокола. Строительство продолжалось чуть больше года, и все это время Васильев неотлучно находился рядом со своим будущим кораблем. Уже 20 февраля 1899 г. он вывел «Ермак» в своё первое плавание в Кронштадт.
В том же 1899 г. под флагом Макарова состоялось первая экспедиция «Ермака» в Арктику. Командовал кораблем капитан 2-го ранга (звание присвоено 14.05.1896 г.) М. П. Васильев. Старшим офицером был лейтенант К. Ф. Шульц. Это путешествие не достигло всех поставленных целей, но впервые в истории корабль не избегал льда а наоборот, смело шел ему навстречу. Прежде всего, надо было экспериментально разработать технологию преодоления толстого пакового льда, структура которого существенно отличалась от привычного. Не обошлось и без аварий. Пришлось для ремонта и небольших переделок на несколько дней даже вернуться в Ньюкасл. Тем не менее, первая арктическая экспедиция на ледоколе безусловно удалась. В тот год на Шпицбергене морякам «Ермака» даже удалось установить Вековую метку.

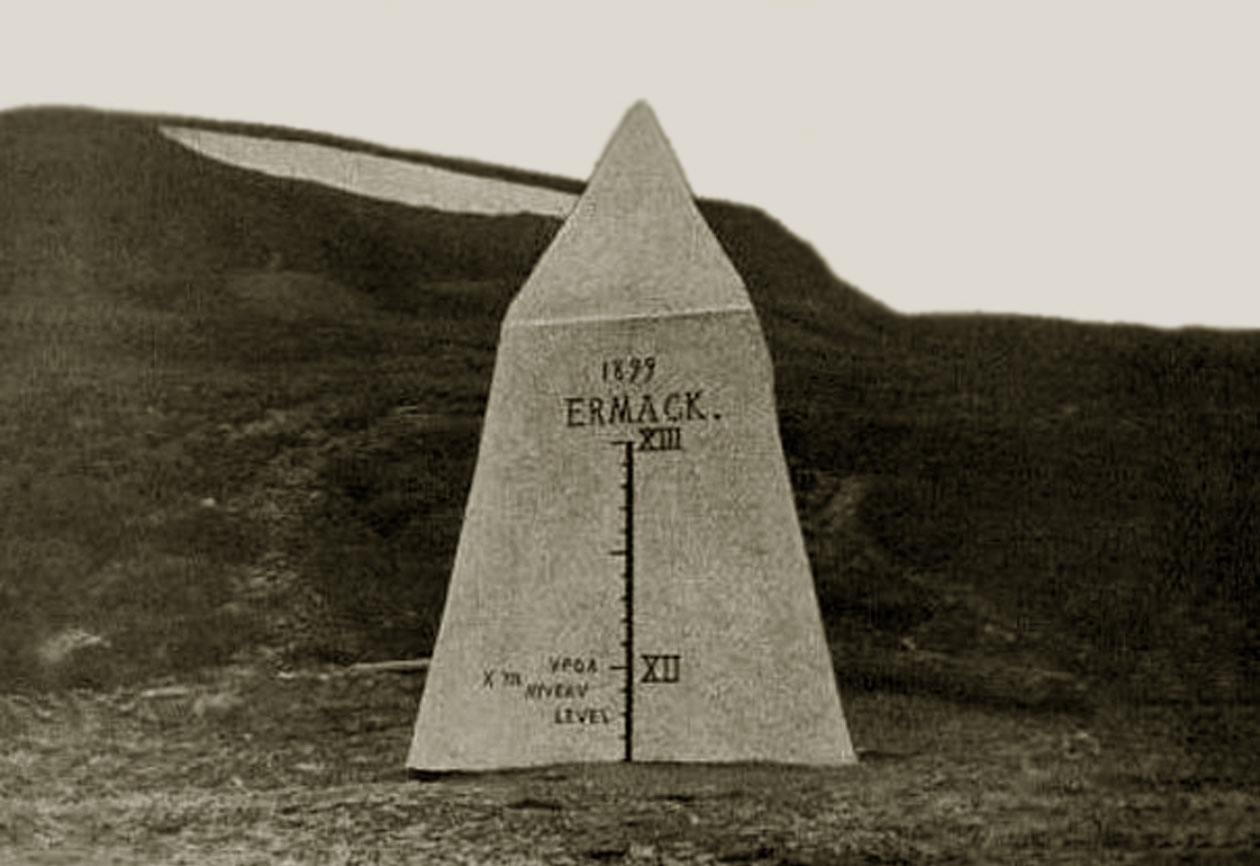
Вековая марка на Шпицбергене. Репродукция из книги С. О. Макарова «„Ермак“ во льдах»

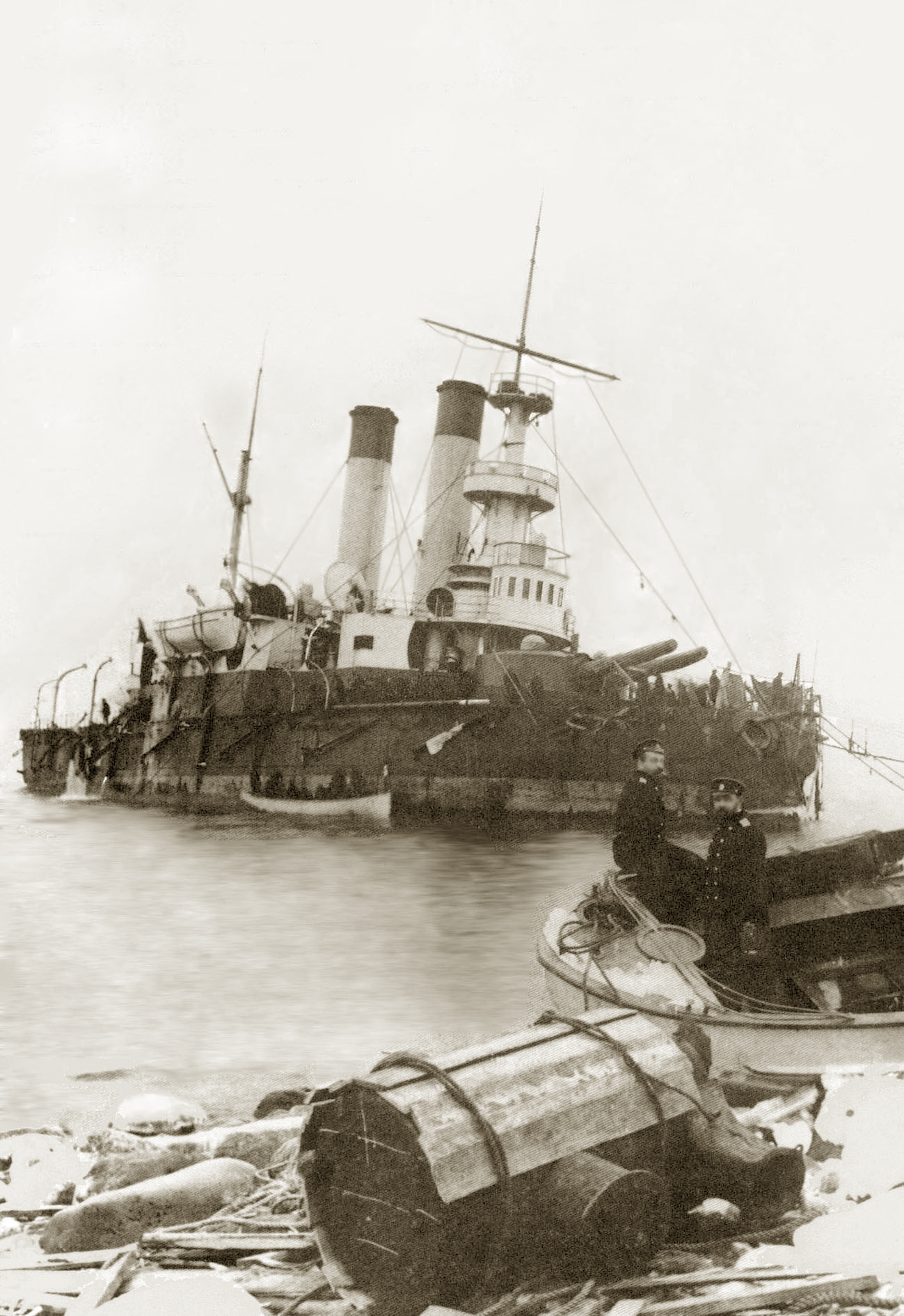
Броненосец «Генерал-Адмирал Апраксин» на камнях у острова Гогланд. На переднем плане К. Ф. Шульц и М. П. Васильев. 1899 г.

После завершения экспедиции, уже на Балтике, зимой 1899—1900 гг., под командованием Васильева «Ермак» в течение нескольких месяцев участвовал в уникальной операции по спасению броненосца «Генерал-адмирал Апраксин», севшего на камни у острова Гогланд. Эта эпопея связана ещё и с именем профессора Попова, который именно тогда, в 1900 г., впервые в истории осуществил радиообмен между островом Гогланд и Коткой. Неоценимую помощь А. С. Попову и его ассистенту П. Н. Рыбкину оказали тогда Васильев с Шульцем.
В 1901 г. «Ермак», ведомый Васильевым, и вновь под руководством Макарова осуществил попытку экспедиции в Карское море. Ледовая обстановка в тот год оказалась на редкость тяжелой. Пытаясь обойти Новую Землю с севера «Ермак» оказался затертым льдами. Кода же обстановка улучшилась, запаса угля уже было недостаточно. «Ермак» сумел лишь дойти до Земли Франца-Иосифа и вынужден был вернуться назад.
В Петербурге недруги Макарова воспользовались ситуацией. В результате, адмирала лишили возможности плавать на «Ермаке». Вынуждены были оставить ледокол и Васильев с Шульцем.
6.12.1901 г. Васильев получил назначение на Дальний Восток командиром канонерской лодки «Отважный», затем там же временно командовал эскадренным броненосцем «Полтава» В конце 1902 г. он вернулся в Петербург заведующим миноносцами 20-го флотского экипажа в Кронштадте.

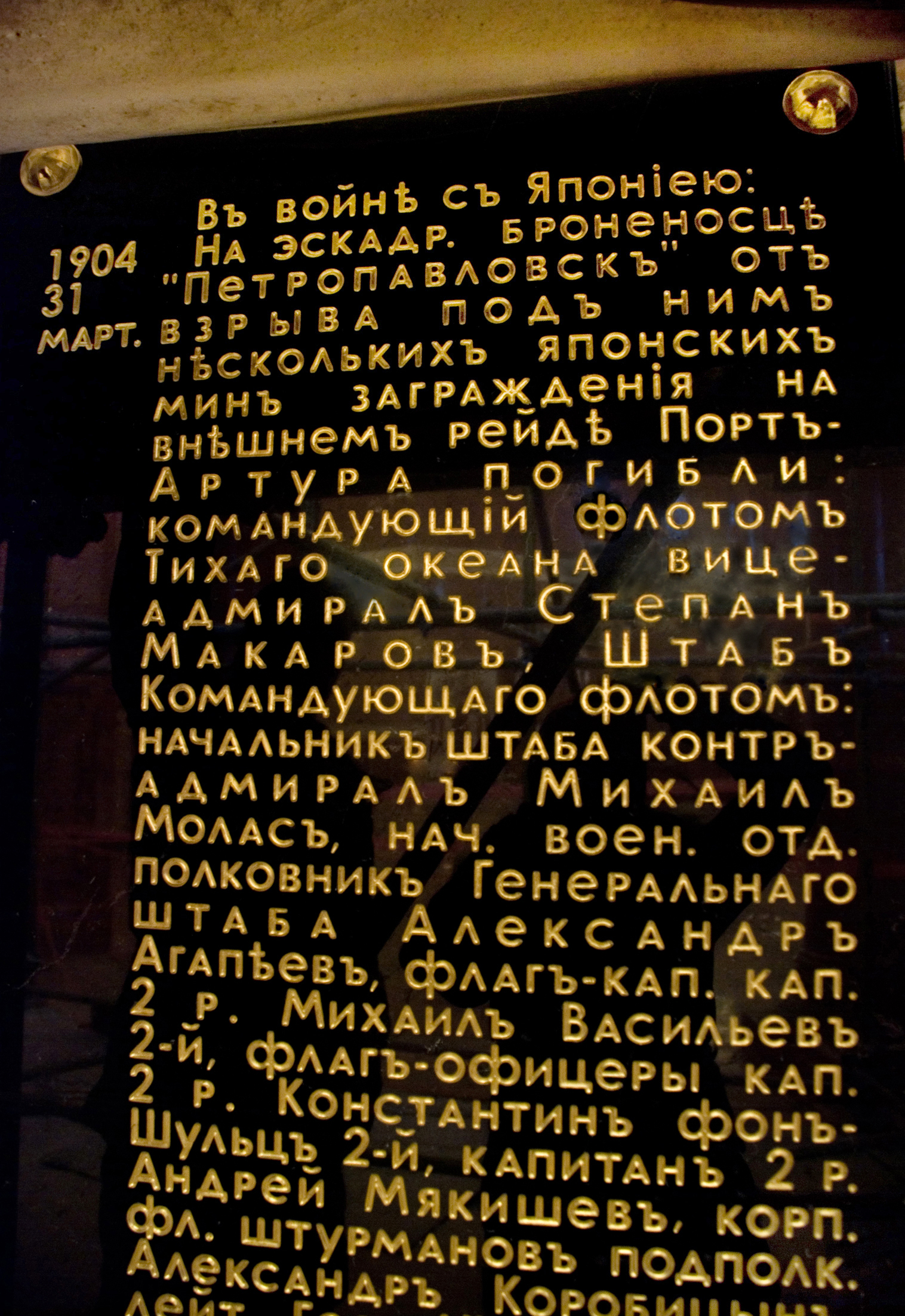
Памятная доска в Морском Никольском соборе (Кронштадт) морякам, погибшим при взрыве «Петропавловска». Восстановлена в 2013 г.

С началом 27.01.1904 г. Русско-японской войны и назначением С. О. Макарова командующим Тихоокеанской эскадрой, Васильев по настоянию адмирала получил назначение на должность флаг-капитана его штаба. Уже 5.02.1904 г. весь штаб выехал поездом в Порт-Артур. В течение 1,5 мес., до самой гибели, Васильев оставался правой рукой С. О. Макарова. Он ещё успел получить своё последнее назначение — командиром броненосца «Цесаревич», но в должность так и не вступил. 31.04.1904 г. вместе со всем штабом Васильев погиб во время взрыва на рейде Порт-Артура флагмана флота — броненосца «Петропавловск». В отличие от С. О. Макарова и К. Ф. Шульца, тела которых, как подавляющего большинства жертв взрыва, оказались скрыты под водой, Васильева нашли среди обломков корабля и подобрали ещё живым. Он скончался уже на берегу. Тело Васильева было доставлено в Петербург, где нашли своё упокоение всего несколько героев Порт-Артура. Вероятно, его везли тем же поездом, на котором сразу после взрыва из Порт-Артура в Петербург возвращался великий князь Кирилл Владимирович. Он оказался одним из немногих, кто спасся с «Петропавловска». В присутствии членов царской фамилии похоронили Михаила Петровича, а в его лице и всех оставшихся на дне залива Люйшунь, включая самого адмирала С. О. Макарова, на Никольском кладбище Александро-Невской лавры. Могила М. П. Васильева оказалась утраченной.

## Семья
- жена: Мария Николаевна Васильева (после смерти мужа проживала в Санкт-Петербурге на Пушкинской ул. д.10);
  - сын: имя не установлено.

## Память
- По имени М. П. Васильева назван остров: «остров Васильева» в группе островов Цивольки в Карском море;
- По имени М. П. Васильева назван мыс: «мыс Васильева» на острове Винер-Нойштадт архипелага «Земля Франца-Иосифа».

## Награды
- Орден Почетного Легиона офицерского креста (Франция) (1891)
- Серебряная медаль в память царствования императора Александра Третьего (1896)
- Орден Святого Станислава 2-й степени (1898)
- Серебряная медаль в память Святого коронования (1899)
- Знак в память окончания градусных измерений на острове Шпицберген (1902)
- Орден Святого Владимира 4-й степени с бантом (1903)